# Вацлав Їлек
Вацлав Їлек (чеськ. Václav Jílek, нар. 16 травня 1976, Літомишль) — чеський футбольний тренер. З 2021 року очолює тренерський штаб команди «Сігма» (Оломоуць).

## Кар'єра тренера
Розпочав тренерську кар'єру 2009 року, увійшовши до тренерського штабу юнацької збірної Чехії (U-19), де протягом двох років працював як асистент головного тренера. Згодом працював на аналогічних посадах у празькій «Спарті» і молодіжній збірній Чехії.
Паралельно з роботою у «молодіжці» з 2015 року був головним тренером «Сігми» (Оломоуць). Протягом 2019–2020 років знову тренував празьку «Спарту», цього разу як головний тренер команди, після чого повернувся на тренерський місток «Сігми».